# Hjarbæk Fjord
Hjarbæk Fjord är en vik i Danmark. Den ligger i Region Mittjylland, i den nordvästra delen av landet. I norr anslutar Lovns Bredning.